# Gaetano Gariboldi
Pour les articles homonymes, voir Gariboldi.
Gaetano Gariboldi, né le 8 novembre 1815 à Milan et mort le 11 juillet 1857 dans la même ville, est un peintre italien, actif dans la peinture de paysages.

## Biographie
Gaetano Gariboldi naît le 8 novembre 1815 à Milan.
Il est inscrit mais ne fréquente pas assidûment l'école de Luigi Sabatelli à l'Académie des beaux-arts de Brera, car sa nature le pousse à étudier en plein air dès son plus jeune âge.
Dans les salles de l'Académie, il se montre très prometteur avec quelques paysages dans lesquels il montre une ingéniosité capable de suivre les préceptes et les exemples de son grand maître de Giuseppe Bisi.
Gaetano Gariboldi meurt le 11 juillet 1857 dans sa ville natale.